# Pirodrilus minutus
Pirodrilus minutus är en ringmaskart som först beskrevs av Hrabe 1973.  Pirodrilus minutus ingår i släktet Pirodrilus och familjen glattmaskar. Arten är reproducerande i Sverige. Inga underarter finns listade i Catalogue of Life.